# Резбарци
Резбарци е село в Южна България. То се намира в община Кърджали, област Кърджали.

## География
Селото се намира в планински район.

## Население
Численост и дял на етническите групи според преброяването на населението през 2011 г.:
|                     | Численост | Дял (в %) |
| Общо                | 696       | 100,00    |
| Българи             | 266       | 38,21     |
| Турци               | 299       | 42,95     |
| Цигани              | 0         | 0,00      |
| Други               | 0         | 0,00      |
| Не се самоопределят | 0         | 0,00      |
| Неотговорили        | 129       | 18,53     |

## Религии
Двете религии в селото са ислям и християнство.

## Културни и природни забележителности
В селото се намира храмът „Свети Спас“. В селото се намира единствената в региона Професионална гимназия по селско стопанство.

## Редовни събития
Всяка година се провежда събор на родените в селото пред църквата „Свети Спас“.

## Други
Край селото има местност, за която се вярва, че има лечебни свойства – церяла безнадеждно болни от цялата страна. Мистериозният гроб привлича и християни, и мюсюлмани от цяла България. Мястото „помагало“ най-вече на отписани от доктори и ходжи деца. За лечебните му свойства от столетия насам се носят легенди.
Възрастни хора твърдят, че тук е погребан „Кочаджа мезаръ“, което озвачава в превод голям, много висок мъж. Според легендата, мъжът паднал от небето и издъхнал върху грешната земя. В миг лобното място на исполина придобило необяснима целебна сила. Някои предполагат, че това е ангел от свитата на архангел Джебраил (Гавраил).
В по-ново време тайнственият лечител е обявен за космически пришълец. Родопчани се мотивират с размерите на гроба му – твърде необичайни за земен човек.
Най-спряганата хипотеза е за „Папаз мезаръ“, сиреч – попски гроб. Визира се възможността това да е гробът на патриарх Евтимий. Привържениците на тази хипотеза се аргументират с факта, че не се знае къде е погребан последният патриарх от Второто българско царство. Някои учени смятат, че умира в Беломорска Тракия, други – в Родопите.